# Oxalis linarantha
Oxalis linarantha är en harsyreväxtart som beskrevs av A. Lourteig. Oxalis linarantha ingår i släktet oxalisar, och familjen harsyreväxter. Inga underarter finns listade i Catalogue of Life.